# Comănești, Harghita
Comănești, mai demult Chemenfalău Homorodului, oficial Homorod-Chemenfalău, (maghiară Homoródkeményfalva), este un sat în comuna Mărtiniș din județul Harghita, Transilvania, România.

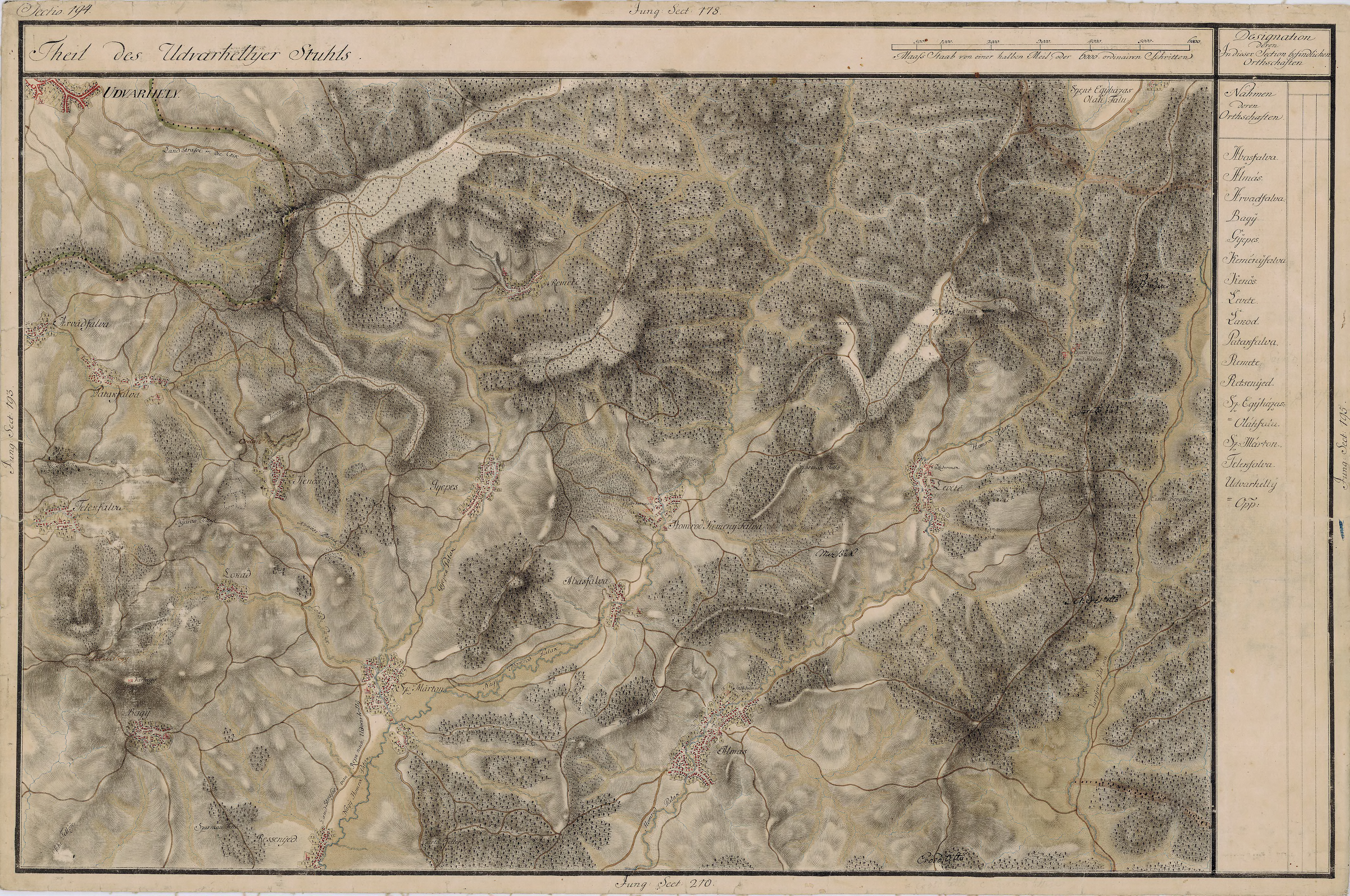
Comănești pe Harta Iosefină a Transilvaniei, 1769-1773

## Date geologice
În subsolul localității se găsește un masiv de sare. Tradiția exploatării apei sărate de către localnici (din fântâni special amenajate) și a folosirii acesteia în gospodării s-a păstrat în aceasta zonă până în prezent.

## Imagini

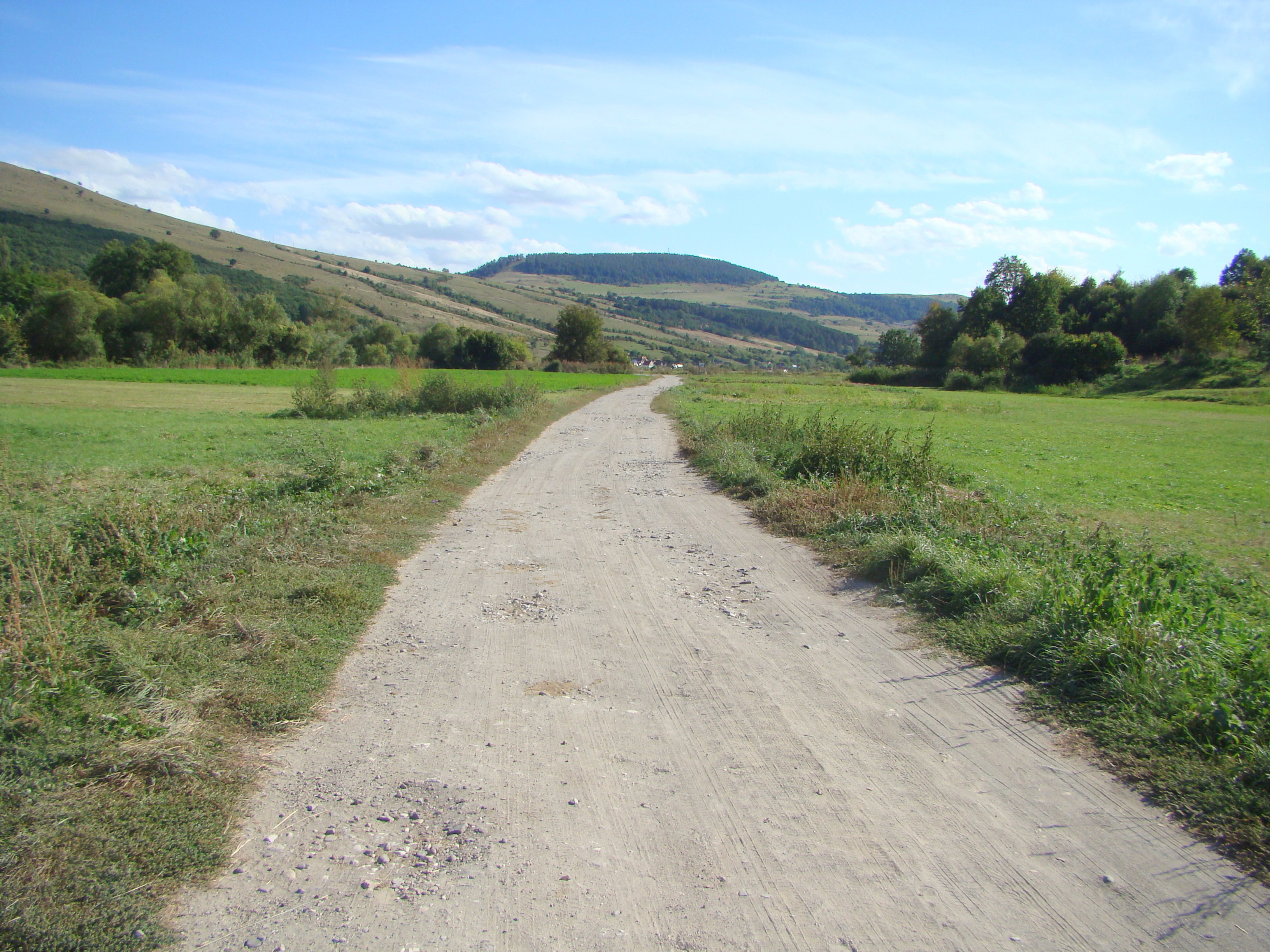
Drumul Aldea-Comănești
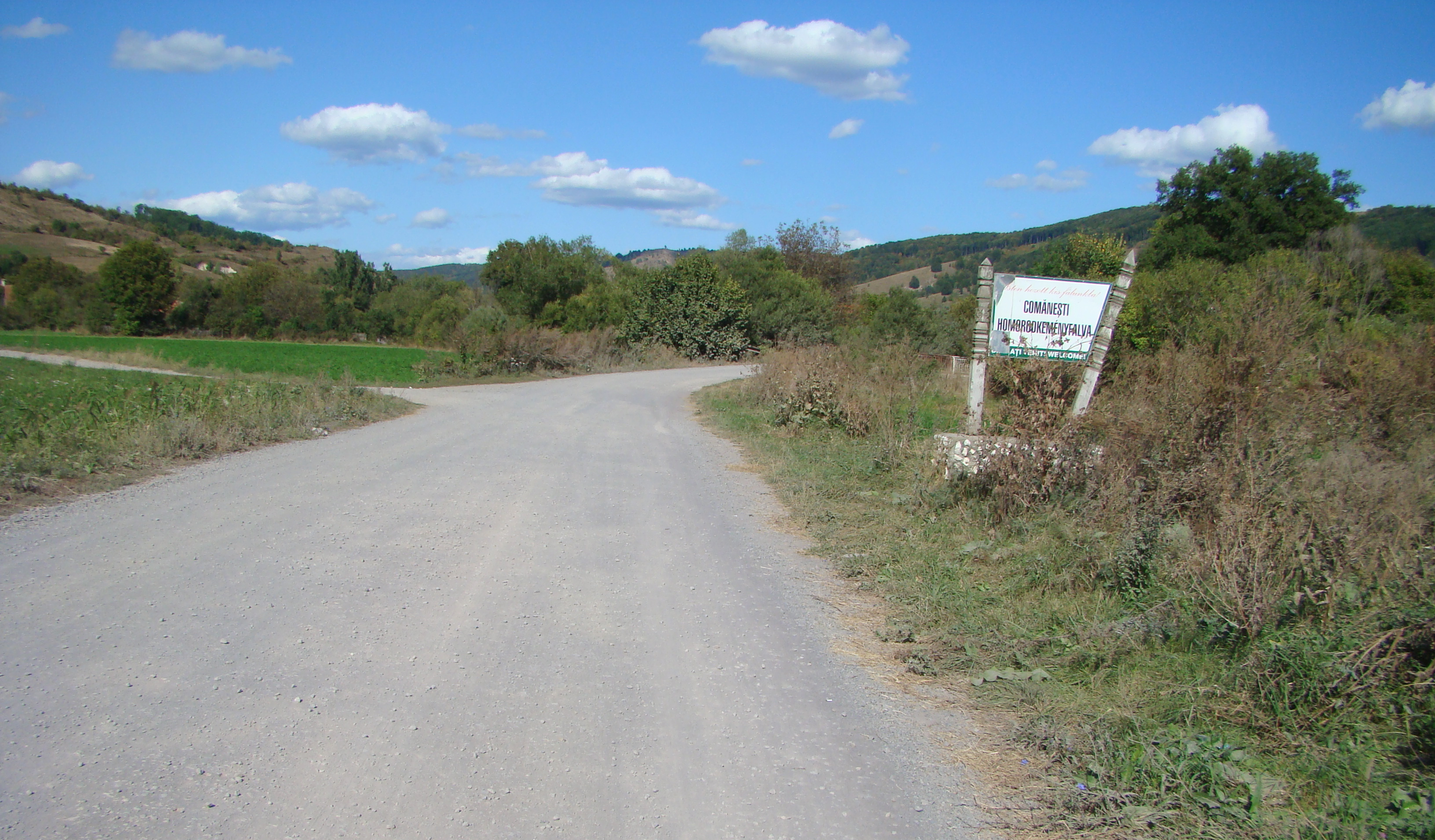
Intrarea în localitate
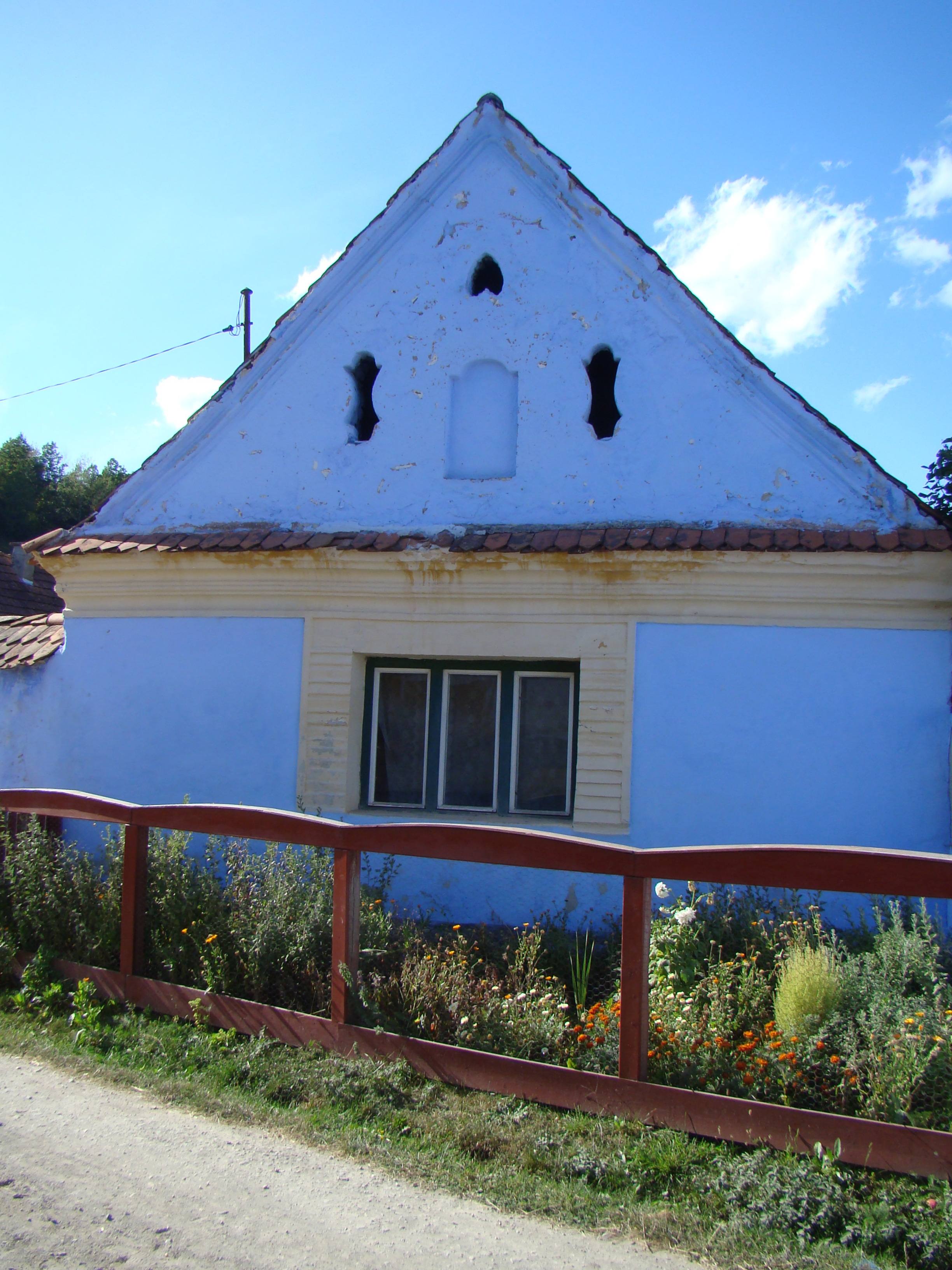
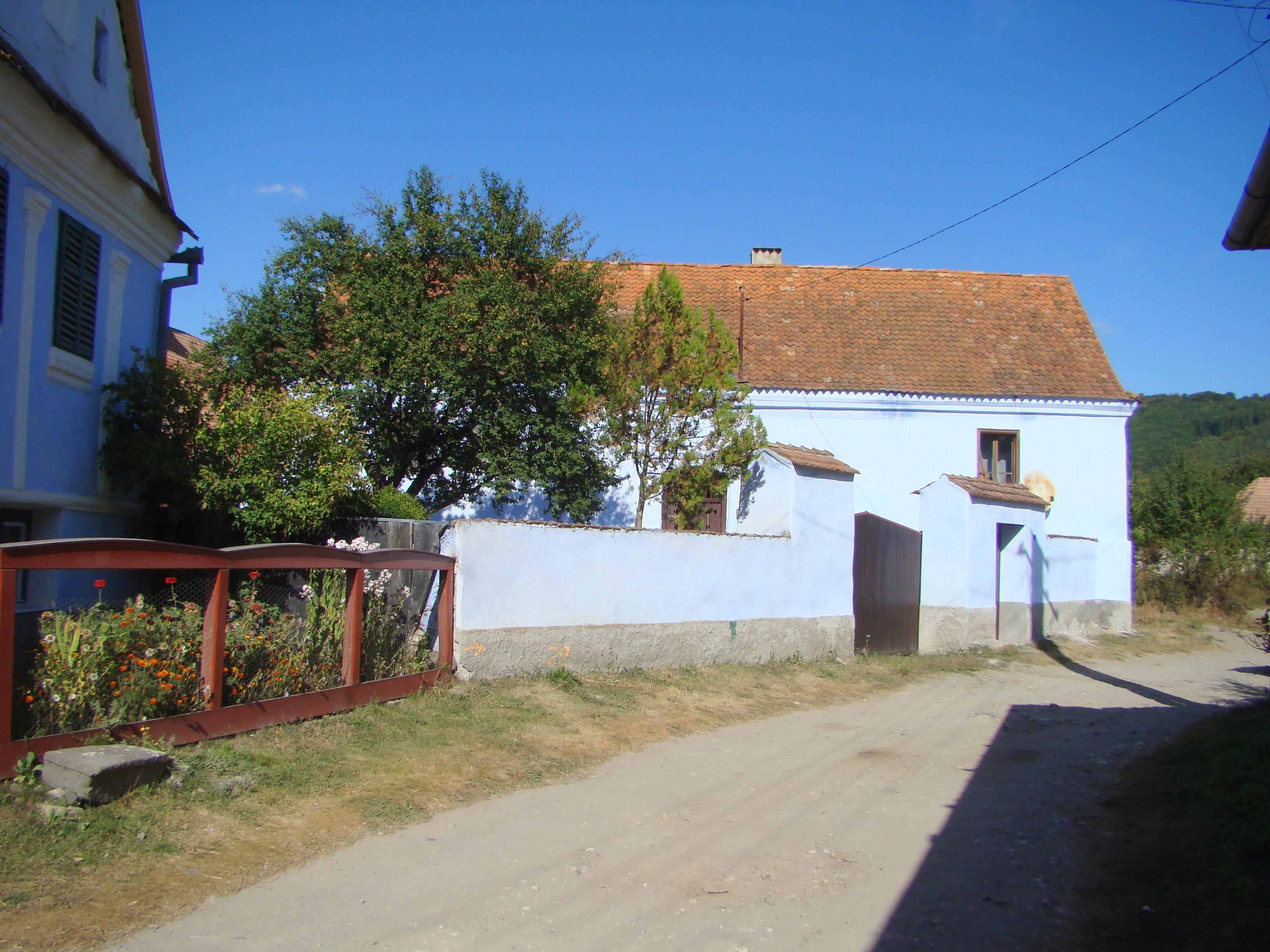
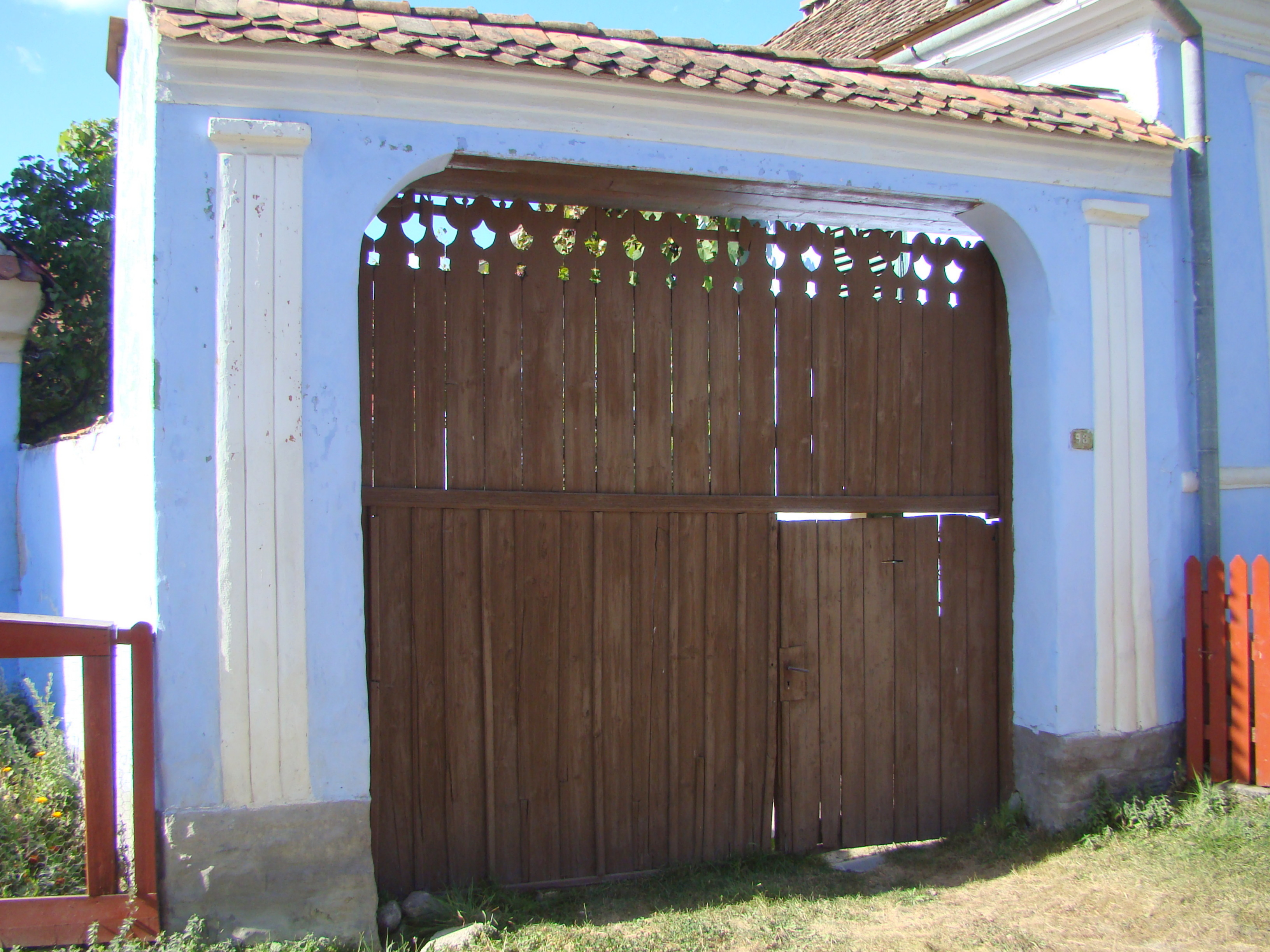
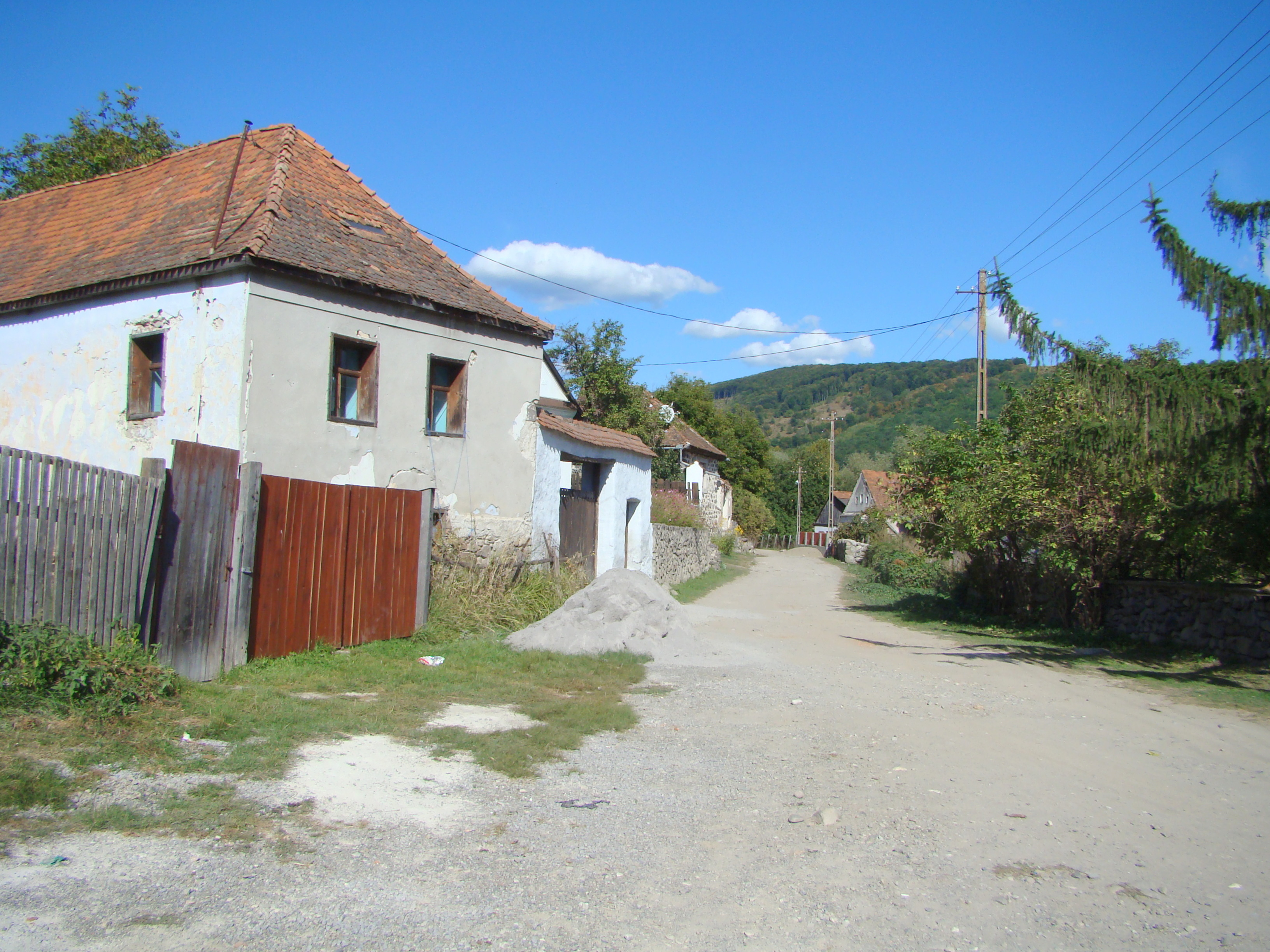
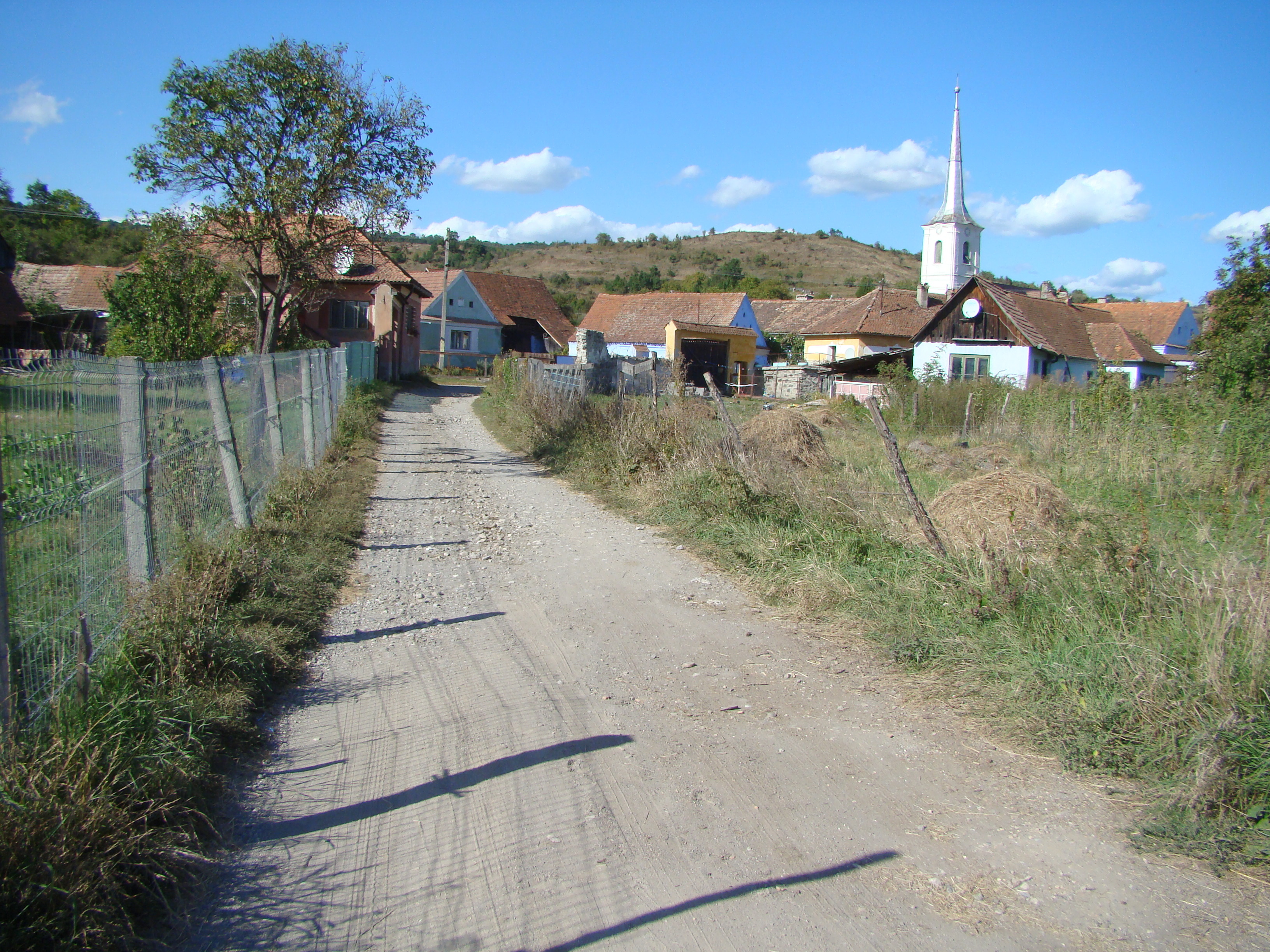
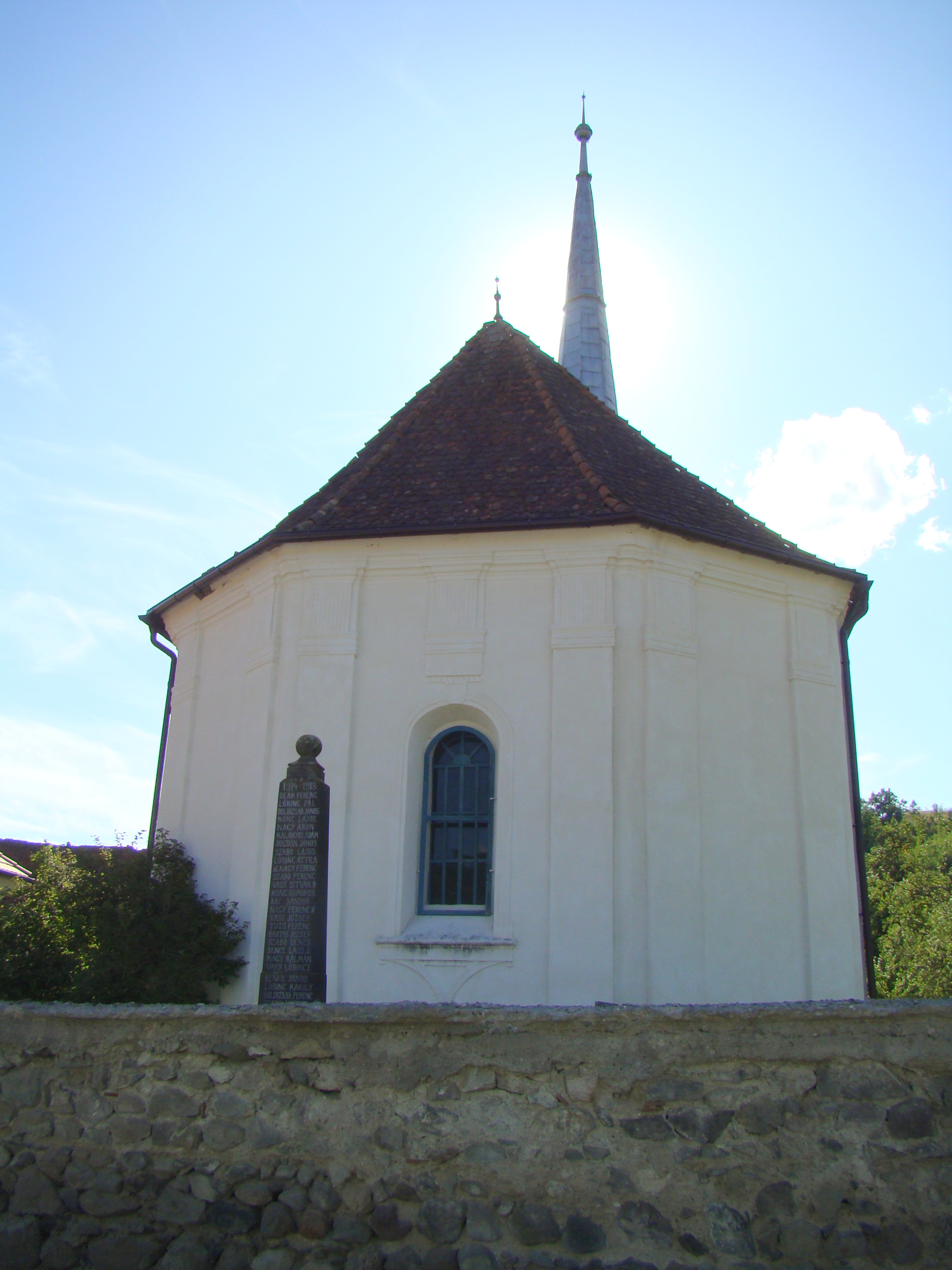
Biserica unitariană
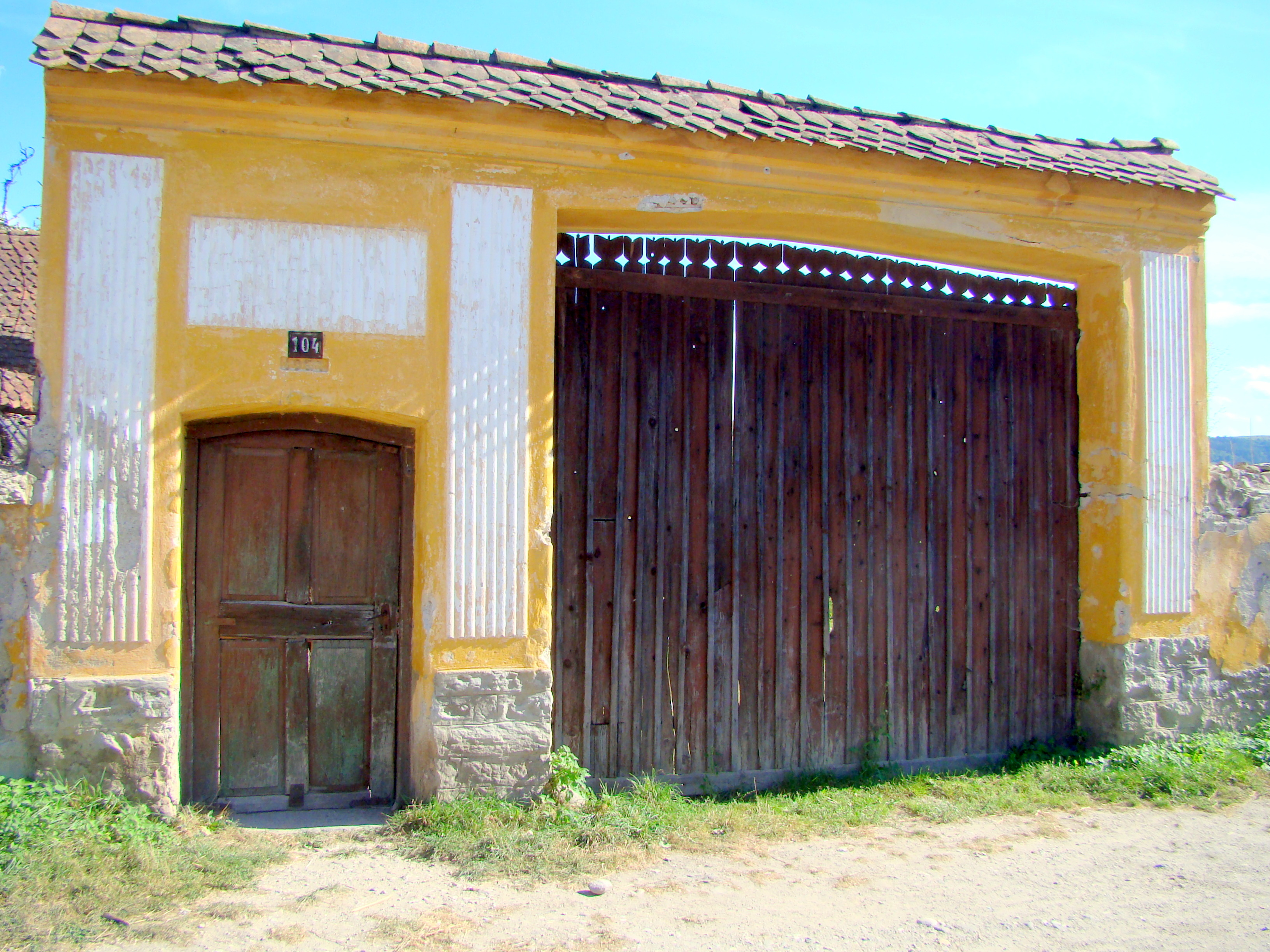
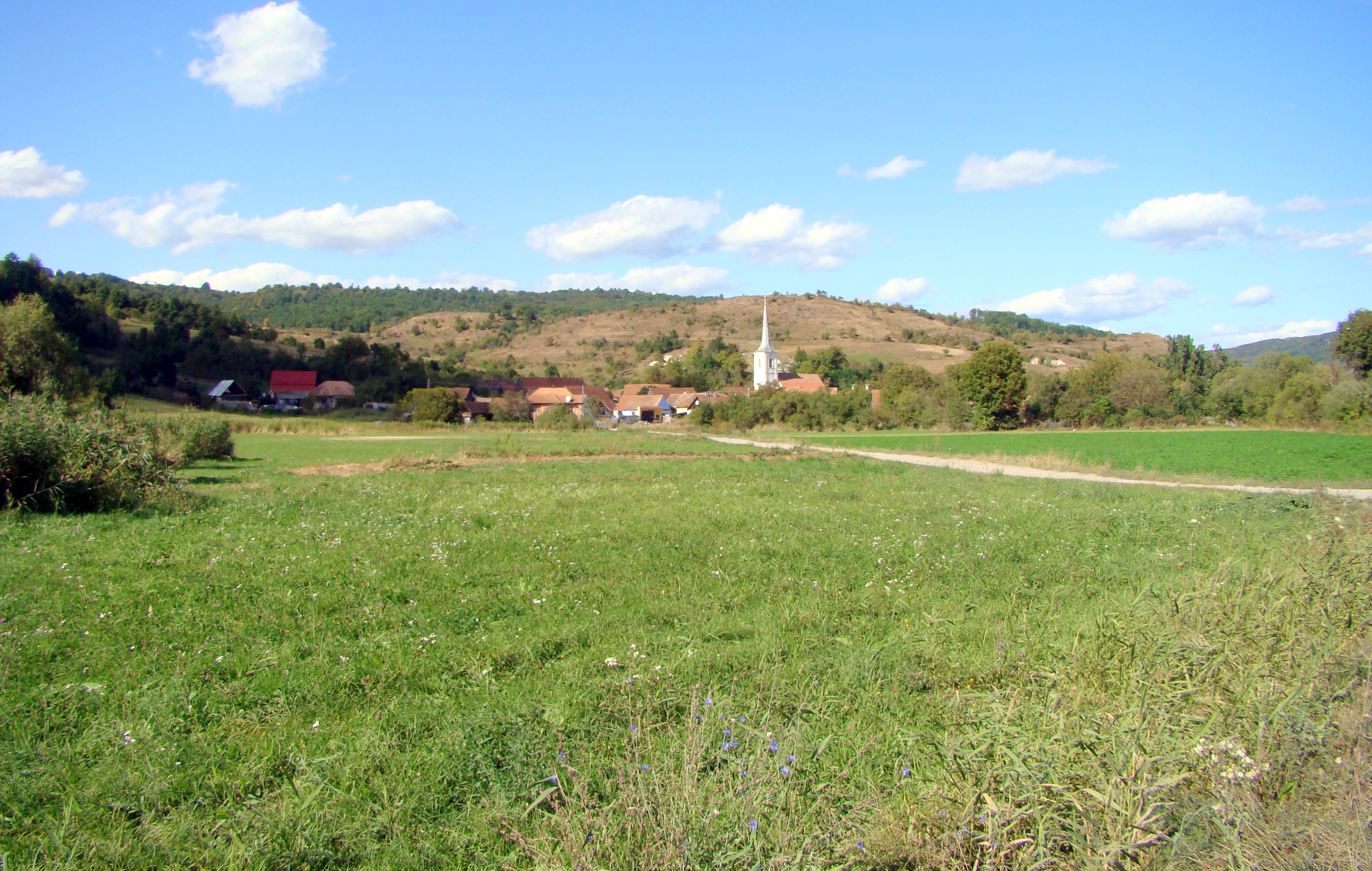

 Acest articol despre o localitate din județul Harghita este deocamdată un ciot. Puteți ajuta Wikipedia prin completarea lui.